# Siren Charms
Siren Charms è l'undicesimo album in studio del gruppo musicale svedese In Flames, pubblicato il 9 settembre 2014 dalla Sony Music.
L'album, accolto tiepidamente dalla critica, si allontana ancor di più dalle sonorità melodic death metal dei primi album del gruppo, in favore di influenze più vicine al metalcore, al pop metal e al rock moderno.
Tra le varie edizioni, l'album è stato anche pubblicato in un'edizione limitata comprendente un cofanetto contenente, oltre al CD originale, undici dischi in vinile da 7" contenenti rispettivamente ogni traccia del disco e la loro versione strumentale.

## Tracce
Testi e musiche di Anders Fridén e Björn Gelotte.
1. In Plain View – 4:05
2. Everything's Gone – 3:24
3. Paralyzed – 4:15
4. Through Oblivion – 3:37
5. With Eyes Wide Open – 3:58
6. Siren Charms – 3:05
7. When the World Explodes (feat. Emilia Feldt) – 4:39
8. Rusted Nail – 4:55
9. Dead Eyes – 5:23
10. Monsters in the Ballroom – 3:53
11. Filtered Truth – 3:31

Traccia bonus nell'edizione iTunes
1. The Chase – 4:57

Tracce bonus nell'edizione Record Store Day
1. The Chase – 4:57
2. Become the Sky – 4:01

## Formazione
Gruppo
- Anders Fridén – voce
- Björn Gelotte – chitarra
- Niclas Engelin – chitarra
- Peter Iwers – basso
- Daniel Svensson – batteria, percussioni

Altri musicisti
- Örjan Örnkloo – tastiera, programmazioni
- Emilia Feldt – cori (traccia 7)
- The Head Jester Choir – cori (traccia 8)
- Martin Rubashov – cori (traccia 9)